# Érasmisme

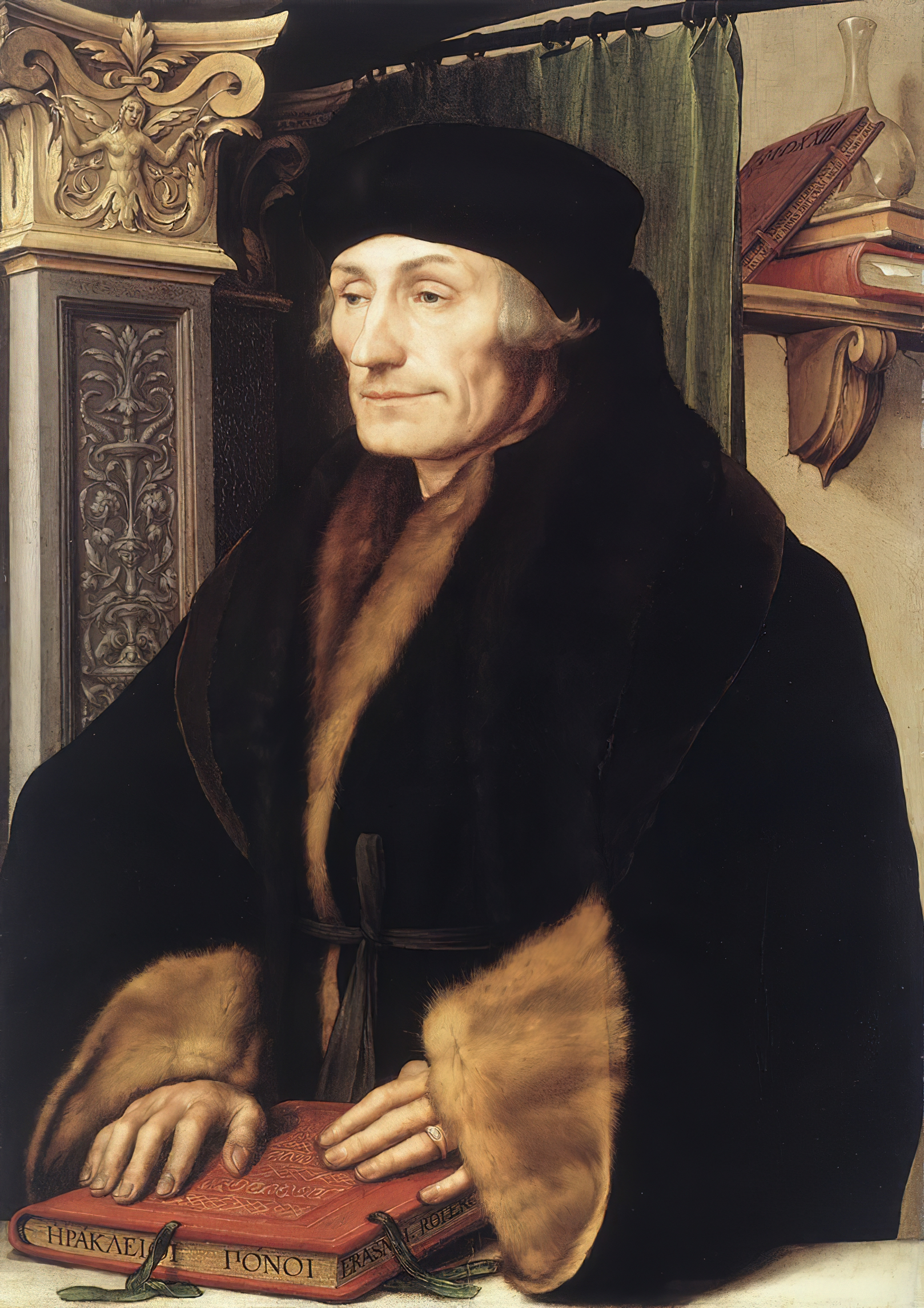
Érasme de Rotterdam

 (mai 2025).
Si vous disposez d'ouvrages ou d'articles de référence ou si vous connaissez des sites web de qualité traitant du thème abordé ici, merci de compléter l'article en donnant les références utiles à sa vérifiabilité et en les liant à la section « Notes et références ».
L'érasmisme est un courant idéologique, esthétique et religieux humaniste rattaché au mouvement de la Renaissance et centré sur les idées du Néerlandais Érasme (1466-1536).

## Idéologie
Œcuméniste, l'érasmisme défend un compromis entre le protestantisme et la papauté, bien que lorsqu'il fut contraint à faire un choix, Érasme s'inclinât vers cette dernière. Il critique la corruption du clergé, spécialement celle du clergé régulier, la piété superstitieuse, et les aspects les plus extérieurs de la religiosité catholique (vénération des saints, des reliques, vente d'indulgences etc.), préférant une religiosité intérieure et spirituelle, basée sur la prière mentale et inspirée de la Devotio moderna. Pacifiste, il se déclare contre toutes les guerres, particulièrement les guerres de religion. À travers le paulinisme, il veut réinterpréter la théologie des Lettres de Saint Paul avec davantage de flexibilité. Il est partisan de l'existence d'un pouvoir politique temporel en Europe, qu'il identifie avec l'Empire, et un autre pouvoir spirituel fort représenté par le Pape, qui doit donc laisser le pouvoir temporel à d'autres.
Au niveau rhétorique, Érasme était partisan de l’imitation éclectique plutôt que l’imitation cicéronienne : le meilleur style s'obtiendra en imitant le meilleur de chaque auteur latin, plutôt que d'en imiter un seul (Cicéron).

## Diffusion
Appuyé par l'empereur Charles Quint, l'érasmisme connut un grand retentissement dans toute l'Europe, jusqu'à ce que les tensions entre catholiques et protestants amènent un climat généralisé de suspicion à l'égard de tous les courants intellectuels et religieux qui appuyaient la réforme de l'Église et de la spiritualité.
Une date clef pour l'introduction de l'érasmisme en Espagne est celle de la traduction des œuvres d'Érasme en castillan à partir de 1516-1517. Son succès fut très rapide et un groupe de collaborateurs proches de l'Empereur défenseur de l'érasmisme se constitua, parmi lesquels se trouvaient les frères Juan et Alfonso de Valdés ainsi que quelques prestigieux humanistes ; finalement une grande partie d'entre eux dut s'exiler hors d'Espagne.
Grâce à l'Empereur, le mouvement fut tout d'abord débarrassé de la qualification d'hérésie en 1527, lorsque Charles Quint, poussé par l'Inquisition, convoqua une assemblée connue sous le nom de Conférence de Valladolid pour débattre à propos des idées érasmiennes.

## Partisans
Érasme eut de nombreux partisans en Europe, comme Thomas More ou Guillaume Budé, et tout particulièrement en Espagne, où la première œuvre traduite d'Érasme fut publiée en 1516. Érasme protégé par l'empereur Charles Quint, ses idées s'enracinèrent dans les secteurs de la société castillane les plus mécontents de la religiosité traditionnelle: judéoconvers et partisans d'origine converse comme l'helléniste Juan de Vergara ou les frères Valdés sus-cités. Il fut également ami de l'émigré humaniste valencien Juan Luis Vives (également d'origine judéoconverse), et exerça une forte influence sur des écrivains comme François Rabelais, Pero Mexía, Andrés Laguna ou Miguel de Cervantes, chez ce dernier à travers son maître, l'humaniste López de Hoyos. En Espagne, par exemple, les écrivains érasmistes parvinrent à constituer un authentique groupe de pression dans l'entourage de l'empereur Charles Quint, mais après le retrait de ce dernier dans le monastère de Yuste et le début du règne de son fils Philippe II, ils tombèrent en disgrâce et l'Inquisition poursuivit tout vestige de cette forme d'humanisme. Juan de Vergara fut emprisonné, Juan Luis Vives et les frères Valdés durent émigrer ailleurs en Europe.